# Pic dels Estanyons
Pic dels Estanyons – szczyt górski w Pirenejach Wschodnich. Administracyjnie położony jest na granicy Andory (parafia Escaldes-Engordany) z Hiszpanią (prowincja Lleida). Wznosi się na wysokość 2835 m n.p.m.
Na wschód od szczytu usytuowany jest Pic de la Portelleta (2905 m n.p.m.), natomiast na zachodzie położony jest Pic de Monturull (2754 m n.p.m.). 
Szczytu Pic dels Estanyons nie należy mylić z górą Pic de l’Estanyó położoną około 20 km na północ, w całości na terenie Andory, na granicy parafii Ordino i Canillo.